# Ussari della morte

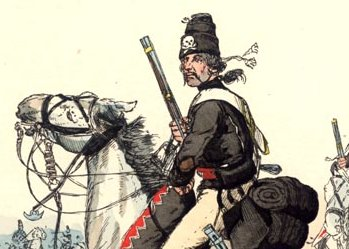
Un ussaro della morte in tenuta da battaglia

Ussari della morte o Ussari Testa di Morto (in tedesco Totenkopfhusaren) era la denominazione colloquiale con cui ci si riferiva agli appartenenti di due reggimenti di ussari dell'Esercito prussiano, il Leib-Husaren-Regiment Nr. 1 ed il Leib-Husaren-Regiment "Königin Viktoria von Preußen" Nr. 2, costituiti nel 1808 a partire dal preesistente Husaren-Regiment von Prittwitz Nr. 5.
Per estensione, talvolta il termine Ussari della Morte era anche attribuito agli appartenenti del reggimento ussari della Schwarze Schar, che indossavano uniformi nere simili a quelle dei due reggimenti prussiani.
Tale soprannome derivava dal fatto che i due reggimenti portavano uniformi nere, ornate con il simbolo del Totenkopf ossia la "testa di morto". Come tutte le unità di cavalleria dell'epoca, i due reggimenti ussari erano dotati sia di armi da fuoco (una pistola o un moschetto) che di armi bianche (sciabola).  Gli ussari della morte hanno una gloriosa storia al servizio dell'esercito prussiano; facevano parte della guardia del granduca di Prussia, in seguito parteciparono a molte battaglie dell'età napoleonica.